# 酱方
酱方是中国苏州苏帮菜的著名传统菜式。以用椒盐腌制数日又除去咸味的猪肉为原料，加多种调料用小火焖酥。该菜式口感酥烂，成品四角微微下垂。